# Psunj
Psunj je horské pásmo v Chorvatsku. Jeho nejvyšší vrch Brezovo polje je se svou výškou 985 metrů jak nejvyšší horou Slavonie, tak i nejvyšší horou celé Panonské pánve.
Psunj je ohraničen řekami Orljava a Pakra. Na sever sousedí s pohořími Papuk a Ravna gora, na východě s pohořím Požeška gora, na západě s pohořím Moslavačka gora. Na jih od Psunje se nachází nížina s městem Nova Gradiška, západně jsou města Novska, Lipik a Pakrac. Nejvyšším vrcholem je hora Brezovo polje (985 m), dalšími vrcholy jsou Javorovica (912 m), Kik (820 m), Oštrenjak (727 m), Hrastovo brdo (677 m), Čardak (673 m), Konjska Glava (670 m), Omanovac (655 m), Pjetlovac (641 m), Zmajevac (467 m), Strmac (463 m) a Sladunje (443 m).
V pohoří se těží tuha, mastek, křemen, sklářský písek a žula. V blízkosti města Lipik dochází k vývěru termálních pramenů.